# Chùa Láng
Chùa Láng, hay còn gọi là Chiêu Thiền tự (Chữ Hán: 昭禪寺), là một ngôi chùa ở làng Láng, phường Láng, Hà Nội. Tên chùa có ý nghĩa rằng: "Vì có điều tốt rõ rệt nên gọi là Chiêu. Đây là nơi sinh ra Thiền sư Đại Thánh nên gọi là Thiền". Người Pháp gọi là Pagode des Dames.

## Lịch sử

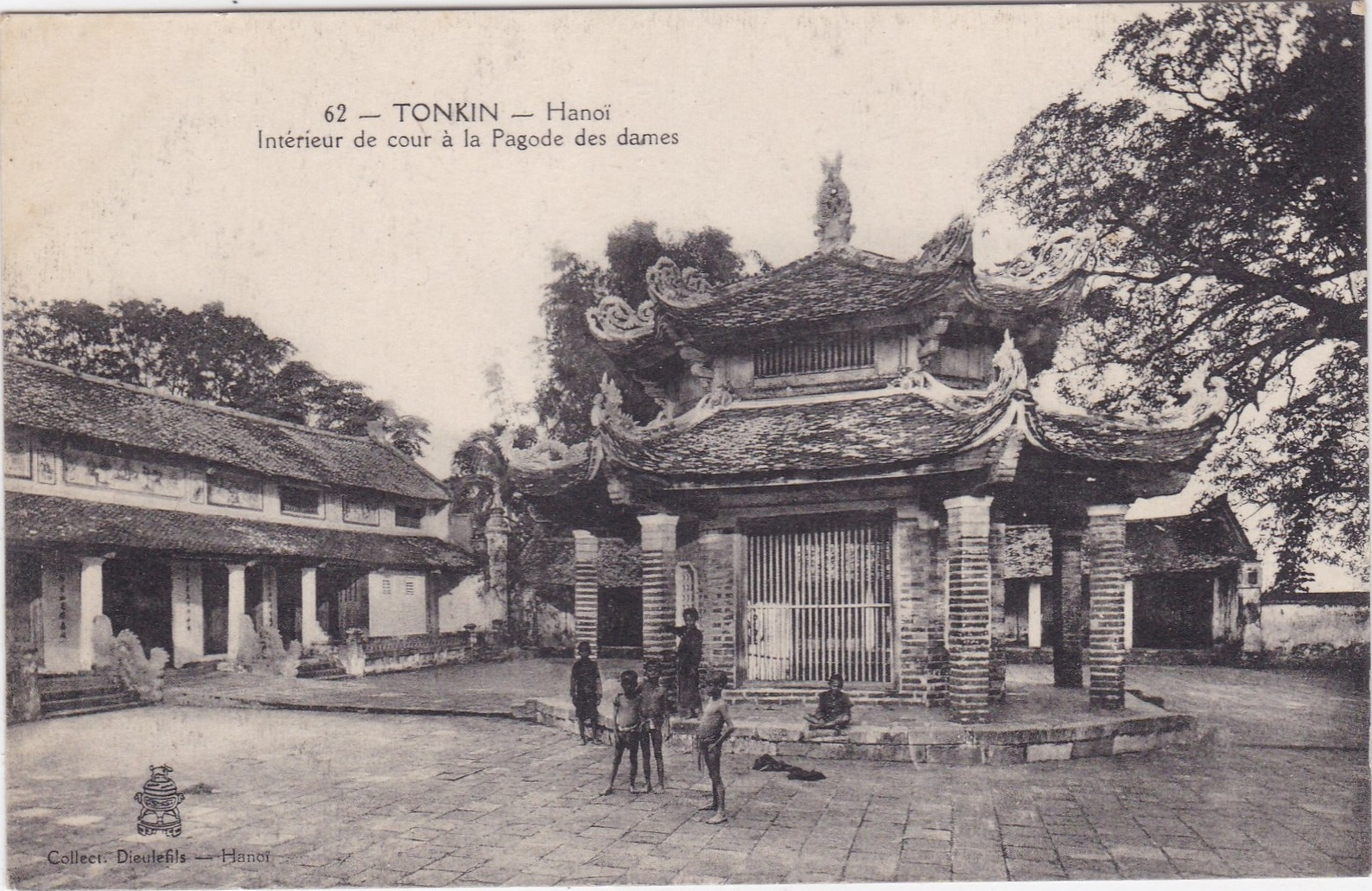
Chùa Láng trên một tấm bưu thiếp thời Pháp thuộc

Chùa tương truyền được xây dựng từ thời vua Lý Anh Tông (trị vì từ 1138 đến 1175). Chùa thờ Thiền sư Từ Đạo Hạnh. Theo truyền thuyết, nhà sư này đã đầu thai làm con trai một nhà quý tộc Sùng Hiền hầu, em vua Lý Nhân Tông. Vì vua Lý Nhân Tông (trị vì từ 1072 đến 1127) không có con, nên con trai của ông Sùng Hiền hầu được nối ngôi, tức vua Lý Thần Tông (trị vì từ 1128 đến 1138). Do sự tích ấy mà con của Lý Thần Tông là Lý Anh Tông đã cho xây cất chùa Chiêu Thiền để thờ vua cha và tiền thân của Người là thiền sư Từ Đạo Hạnh. Chùa đã được trùng tu nhiều lần, những lần quan trọng nhất là vào các năm 1656, 1901 và 1989.

## Kiến trúc
Cổng chùa ngoài cùng bao gồm bốn cột vuông với ba mái cong không chùm lên cột mà gắn vào sườn cột, mái giữa cao hơn hai mái bên, hơi giống kiến trúc cổng ở cung vua phủ chúa ngày xưa, trên cổng có tấm hoành phi lớn đề chữ " Thiền Thiên Khải Thánh ". Qua cổng là một sân lát gạch Bát Tràng, giữa sân là chiếc sập đá, nơi đặt kiệu trong các ngày lễ hội. Cuối sân có cửa tam quan. Từ đây có con đường lát gạch, hai bên là hàng muỗm cổ thọ cả gần ngàn tuổi dẫn đến cổng thứ ba.
Qua cổng này ở giữa có ngôi nhà bát giác nơi đặt tượng của Từ Đạo Hạnh. Qua nhà bát giác này mới đến các công trình chính trong chùa: bái đường, nhà thiêu hương, thượng điện, các dãy hành lang, nhà tổ và tăng phòng...
Động thập điện Diêm Vương ở hai đầu đốc tòa tiền đường khá đẹp, miêu tả những hình phạt ở các tầng địa ngục.
Đây là một trong những ngôi chùa có số lượng tượng thờ nhiều nhất Hà Nội và cả Việt Nam, gồm 198 pho tượng. Cơ Bản gồm có: Khuyến thiện, Trừng Ác, Tứ Đại thiên Vương, Chuẩn đề, Phạm thiên, Đế Thích, Cửu Long Phún Thủy, Thập bát La hán, Lịch Đại Tổ Sư, Tam Tòa Thánh Mẫu, Tứ Vị Vua Bà,...
Ngoài các tượng Phật ở thượng điện, trong hậu cung còn có tượng nhà sư Từ Đạo Hạnh và tượng vua Lý Thần Tông. Tượng Từ Đạo Hạnh làm bằng mây đan phủ sơn còn tượng Lý Thần Tông làm bằng gỗ mít.
Vì được trùng tu nhiều lần, trong chùa không còn dấu tích của các kiến trúc di vật cổ. Tấm bia cổ nhất còn lại ở đây được dựng năm Thịnh Đức thứ 4 (1656) nhà Hậu Lê. Văn bia do tiến sĩ Nguyễn Văn Trạc viết.
Vẻ bề thế của quần thể kiến trúc hài hòa, cân xứng với không gian thoáng đãng khiến cho chùa Láng đã từng được coi là "đệ nhất tùng lâm" ở phía Tây kinh thành Thăng Long xưa.

## Hội chùa
Hội chùa Láng cử hành vào ngày mồng bảy tháng ba âm lịch, là ngày sinh của Thiền sư Từ Đạo Hạnh. Trong ngày hội, kiệu của Từ Đạo Hạnh được rước đến chùa Hoa Lăng ở xã Dịch Vọng, nơi thờ bố mẹ ông.
Chùa Láng là dạng chùa "Tiền Phật, Hậu Thánh ", một đặc trưng khác biệt tại chùa là do Từ Đạo Hạnh vừa là sư vừa là Thánh của làng nên người dân ở đây dâng cả rượu, thịt cho Ngài trong ngày lễ hội.
Chùa Thầy ở Quốc Oai (Hà Nội) cũng thuộc hệ thống chùa thờ Từ Đạo Hạnh nên dân gian có câu rằng:
Nhớ ngày mồng bảy tháng ba,
Trở về hội Láng, trở ra hội Thầy. 

## Hình ảnh

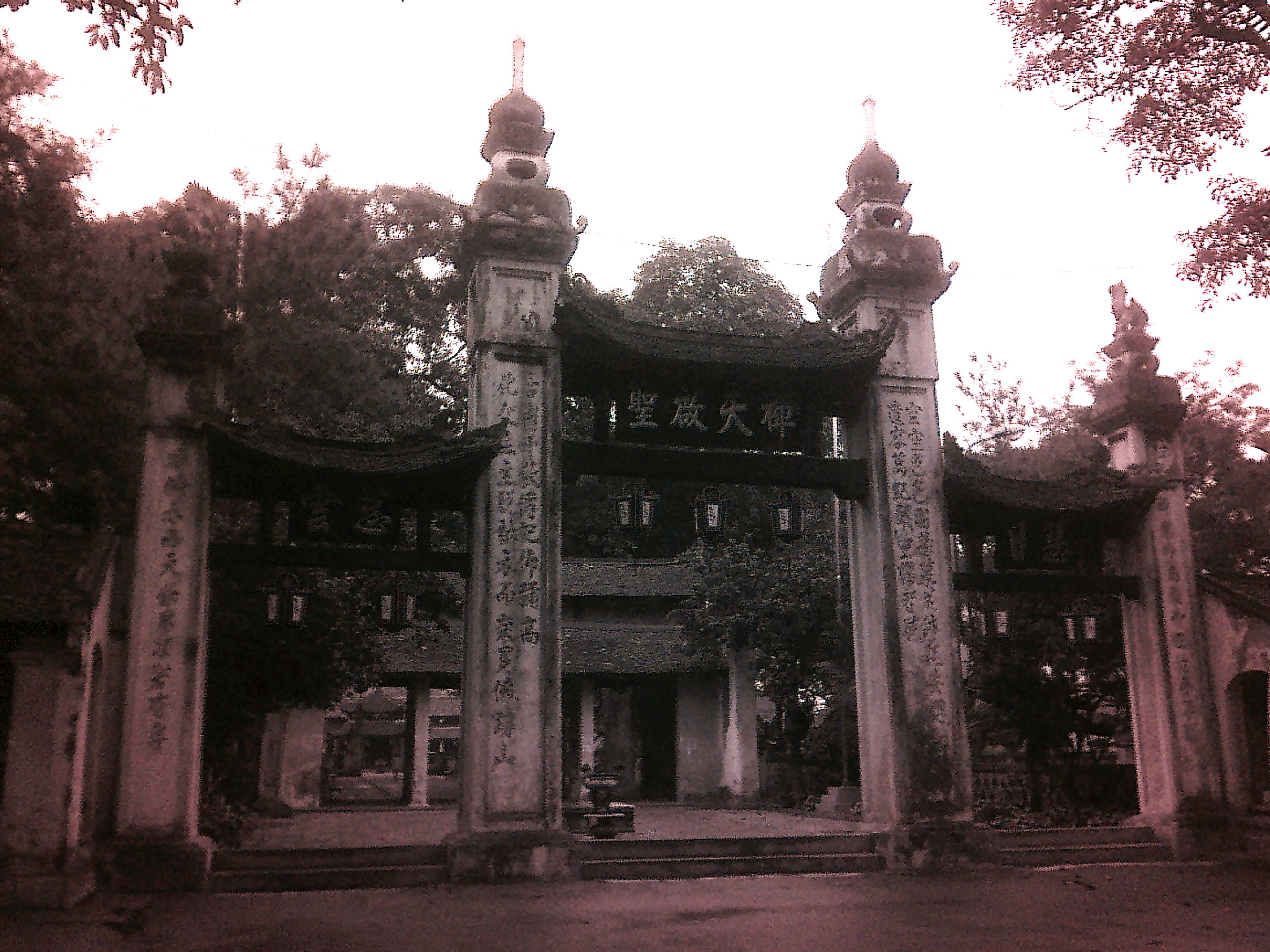
Cổng tam quan ngoài
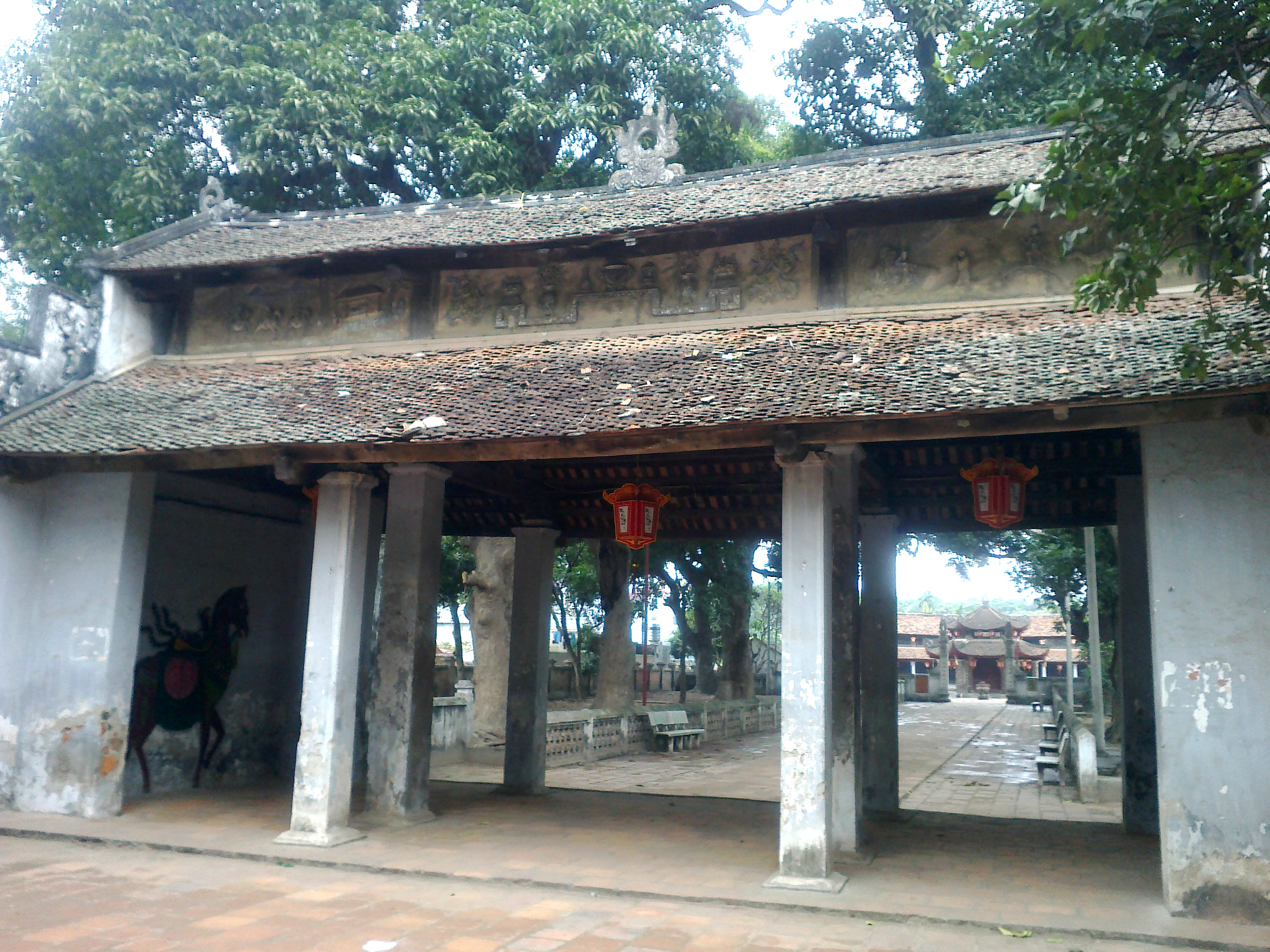
Cổng tam quan trong
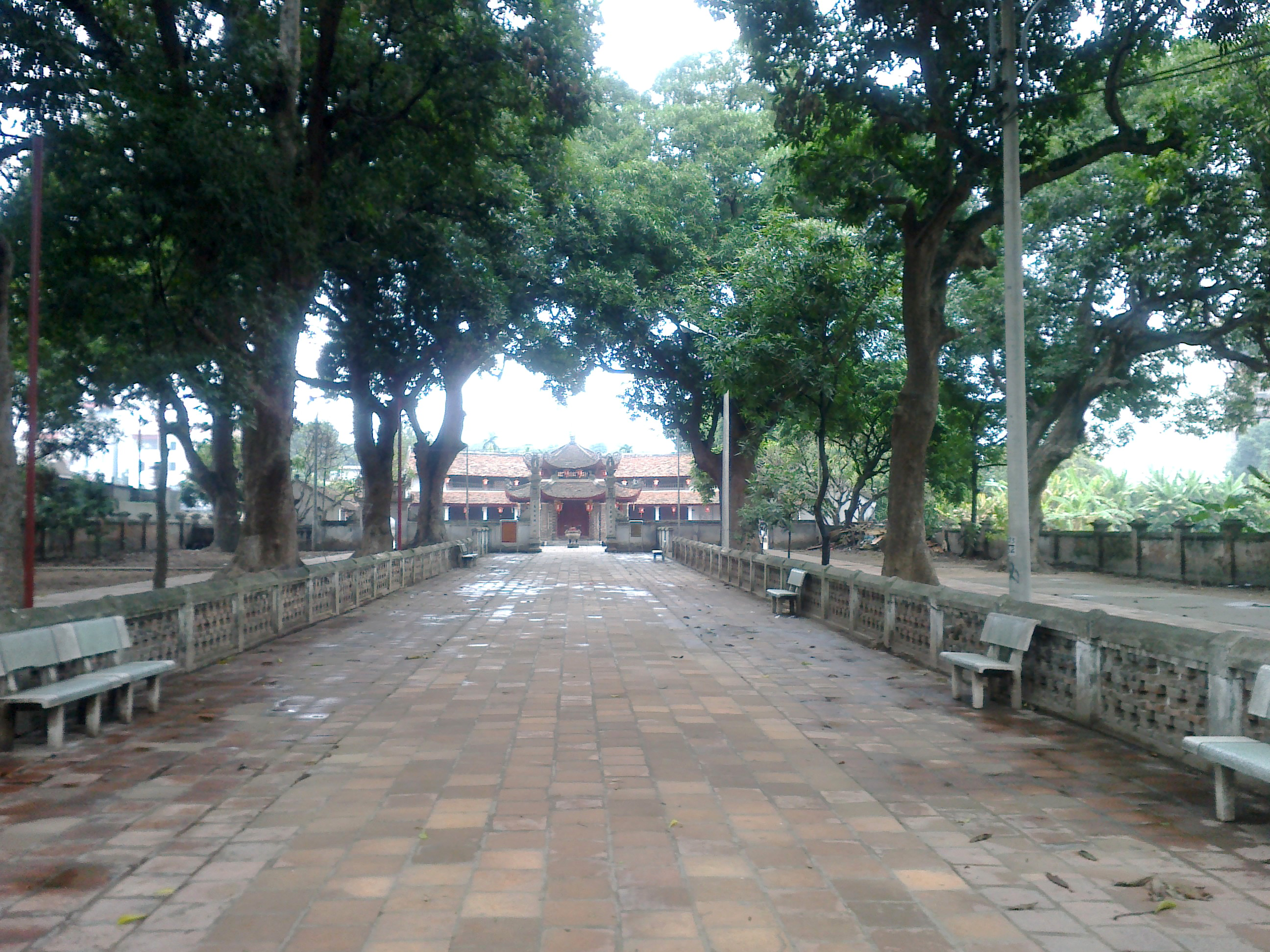
Lối vào và cổng thứ ba
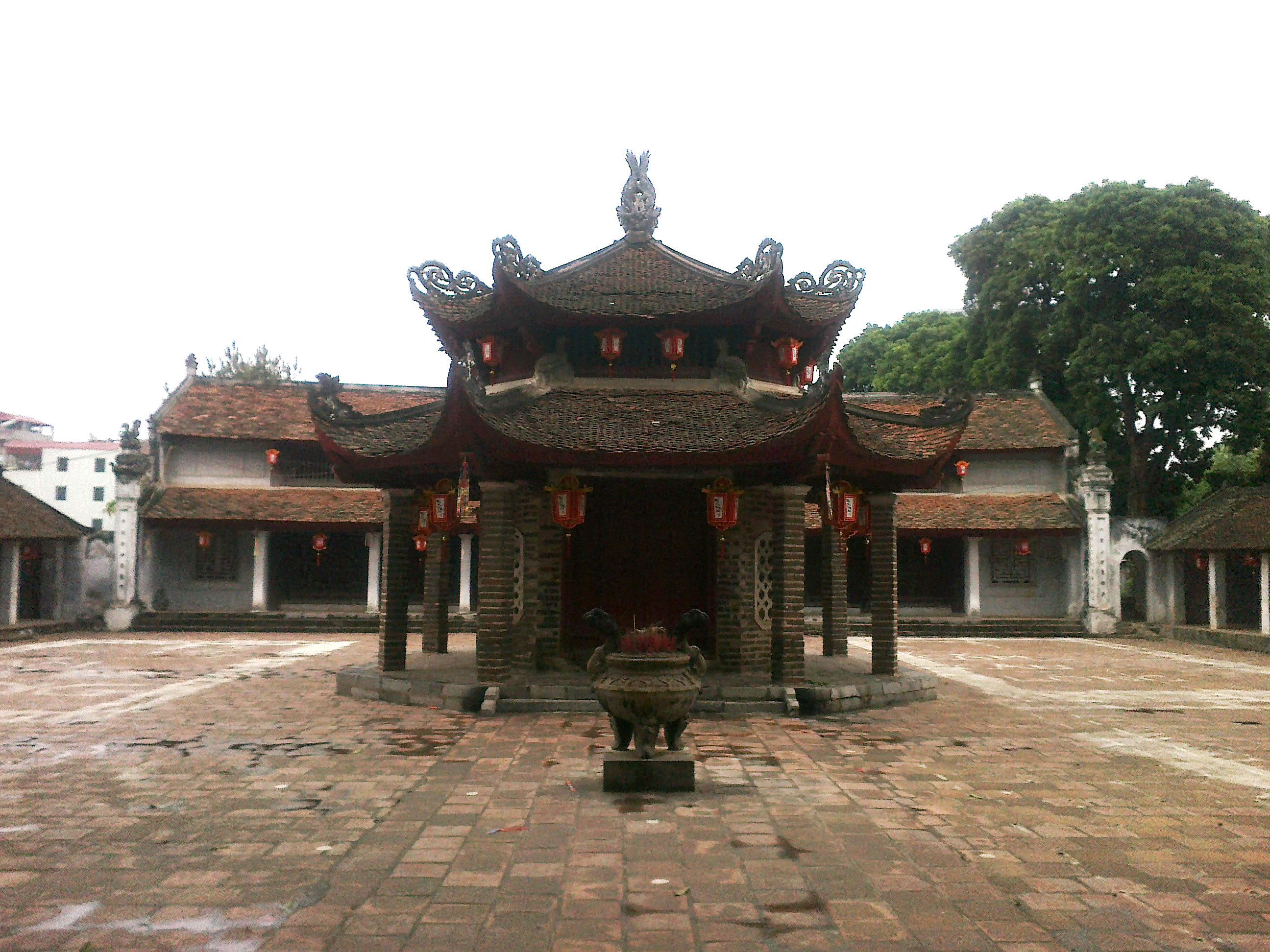
Nhà bát giác phía trước chính điện
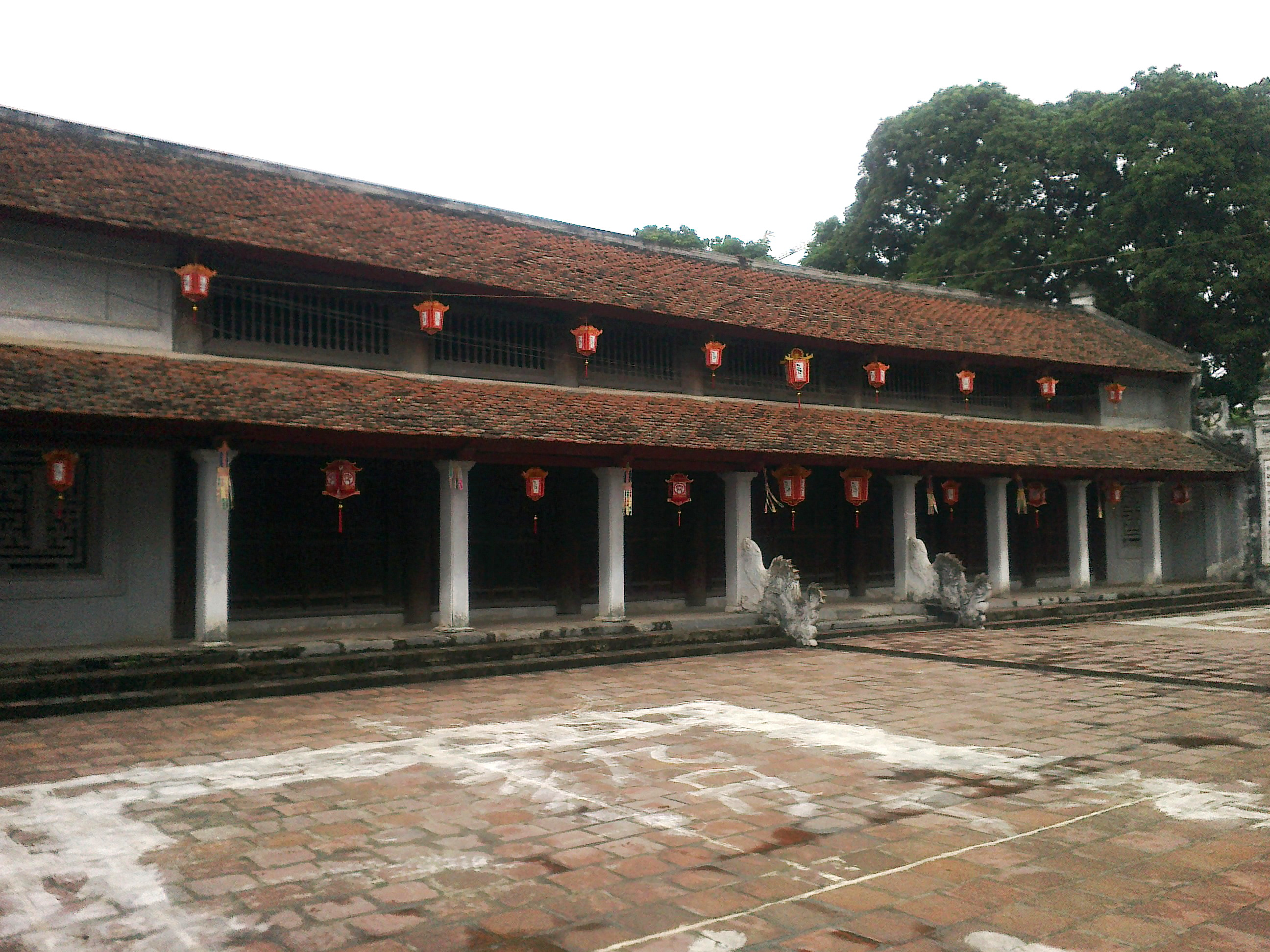
Chính điện
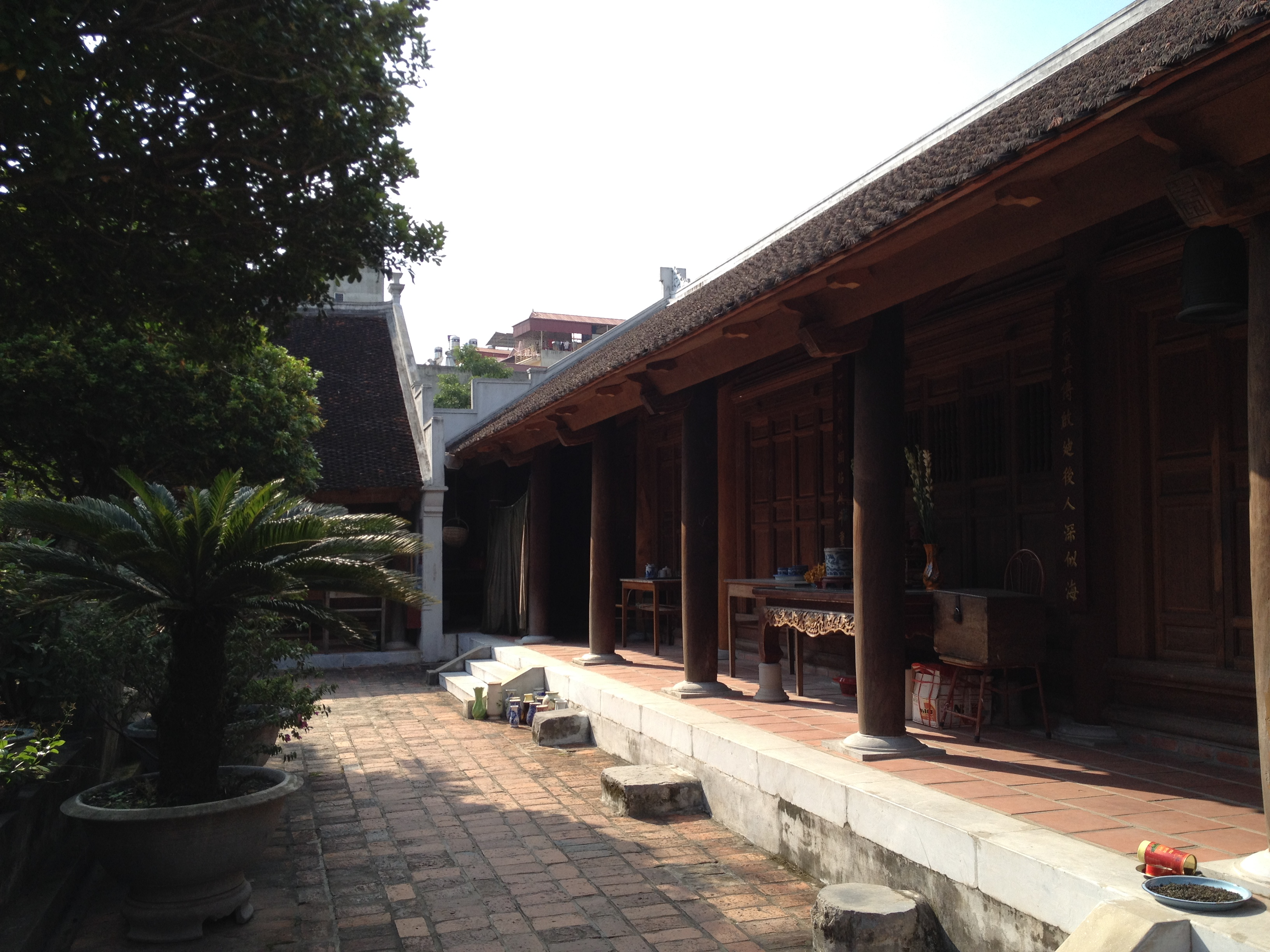